# موج نوی سینمای انگلستان

پوستر رسمی فیلم اگر... ساخته لیندسی اندرسن از پیشگامان موج نوی سینمای انگلستان موسوم به سینمای مطبخی

موج نوی سینمای انگلستان (به انگلیسی: British New Wave) یا سینمای مطبخی، جنبشی در سینمای انگلستان بوده که از دهه ۶۰ میلادی آغاز شد و مسایل و مشکلات اجتماعی طبقه‌های محروم در انگلستان را موضوع خود ساخت. شرایط بسیار تلخ حاکم بر زندگی افراد طرد شده و طبقه‌های محروم و مشکلاتی که آنان مدام با آن دست و پنجه نرم می‌کردند، موضوع فیلم‌های این جنبش بود. مسایل دیگری از جمله زندگی همجنس‌خواهان، مشکلات زنان، سقط جنین و زندگی زندانیان از جمله موضوعات دیگر این فیلم‌ها بودند. این فیلم‌ها به شدت تحت تأثیر نمایشنامه‌های جان آزبورن نمایشنامه‌نویس واقع‌گری انگلیسی بودند. معروف‌ترین فیلم این جنبش، فیلم با خشم به گذشته بنگر ساخته تونی ریچارسون بود.
موج نوی سینمای انگلستان مشهور به سینمای مطبخی لندن یک نهضت سینمایی پویا بود که بین سالهای ۱۹۵۸ تا ۱۹۶۷ بروز و ظهور یافت. این جنبش سینمایی اگرجه در ابتدا تاثیرپذیر از موج نو سینمای فرانسه و نئورئالیسم ایتالیا نشان می‌داد؛ اما در ادامه به طرز فکر بومی خود رسید. سوژه‌هایی نظیر حقوق کارگری زنان؛ سقط جنین؛ اجاره خانه؛ مالکیت حقوقی جزو سوژه‌های رایج برای فیلمسازی بود.
در میان کارگردانان موج نوی سینمای انگلستان احتمالاً تونی ریچارسون و لیندسی اندرسن درخشان‌ترین چهره‌ها هستند. از فیلم‌های مهم ریچاردسون در این دوران با خشم به گذشته بنگر محصول ۱۹۵۹ و از لیندسی اندرسن فیلم اگر… محصول ۱۹۶۸ قابل اشاره هستند. به مانند تمام جنبش‌های سینمایی، این موج نو نیز عمر کوتاهی داشت و به سرنوشت موج نوی سینمای فرانسه و نئورئالیسم ایتالیا دچار گردید.
مهمترین و احتمالاً شاخصه‌ی اصلی پیشگامان موج نو سینمای انگلستان مهارت نگارشی و تسلط آنان بر ادبیات بوده است. این افراد پیش از این روزنامه‌نگار، نمایشنامه‌نویس، منتقد فیلم و ادبیات بودند. و از این منظر شباهت زیادی با پیشگامان بدنه موج نو سینمای فرانسه داشتند. فرانسوا تروفو و ژان-لوک گدار از پیشگامان موج نو سینمای فرانسه نیز همین‌گونه نهضت سینمایی خودشان را سروشکل دادند.

## فیلمسازان شاخص
- تونی ریچارسون
- لیندسی اندرسن
- جک کلیتون
- کارل رایتز